# Goldenes Rad von Berlin

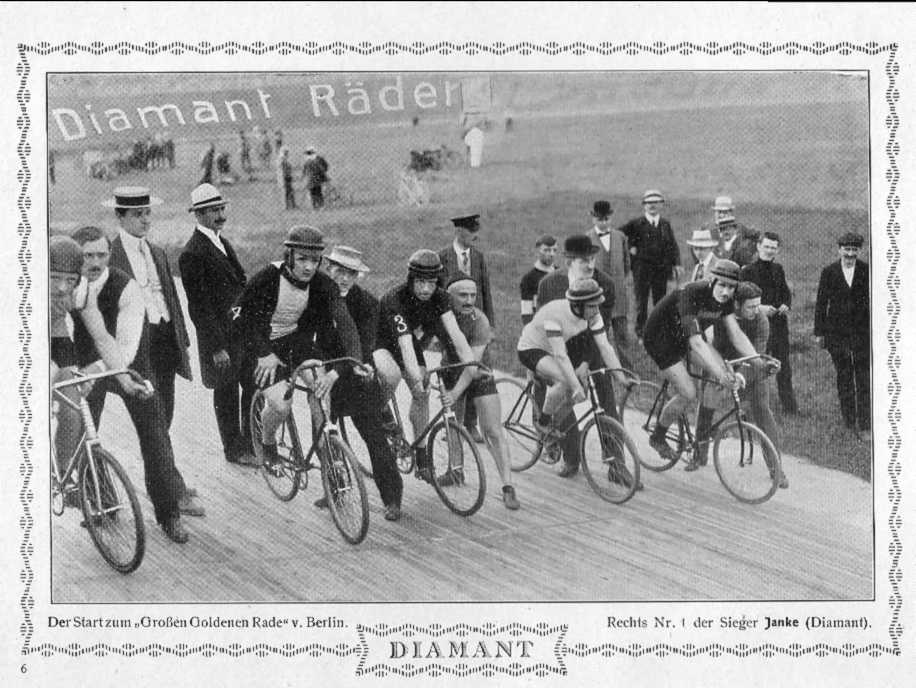
Start zum Großen Goldenen Rad 1913

Das Goldene Rad von Berlin war ein Wettbewerb im Bahnradsport, der auf verschiedenen Radrennbahnen von Berlin als Steherrennen veranstaltet wurde. Dabei fanden die Rennen in verschiedenen Jahren unter den Namen Goldenes Rad von Berlin, Großes Goldenes Rad von Berlin und Kleines Goldenes Rad von Berlin über unterschiedliche Distanzen und teilweise an verschiedenen Veranstaltungsorten statt.

## Geschichte
Das Goldene Rad von Berlin war ein renommiertes Bahnrennen, das 1898 zum ersten Mal stattfand. Es gehörte zu den ersten regelmäßig veranstalteten Steherrennen in Europa, die eine lange Tradition entwickelten.
Im Lauf der Jahre starteten berühmte Steher und Schrittmacher aus Europa und den Vereinigten Staaten in dem Rennen. Zu den Siegern gehörten die Weltmeister Thaddäus Robl, Piet Dickentman, Louis Darragon, Paul Guignard, Walter Sawall, Victor Linart, Erich Möller, Charles Lacquehay und Walter Lohmann.
In einigen Jahren des Bestehens des Goldenen Rades wurde es vom Unternehmen Diamant Fahrradwerke gesponsert. Mehrfach wurde das Rennen als „Großes Goldenes Rad“ oder als „Kleines Goldenes Rad“ in einer Saison veranstaltet. Im Lauf der Jahre wurde das Goldene Rad auf verschiedenen Bahnen in Berlin ausgefahren und trug häufig den Namen der jeweiligen Radrennbahn als Zusatz im Namen (Goldenes Rad von Friedenau, Goldenes Rad von Steglitz, Goldenes Rad von Treptow, Goldenes Rad von Zehlendorf). Bis 1919 trugen die Veranstalter der Radrennbahnen von Friedenau, Steglitz, Treptow und Zehlendorf teilweise parallel Steherrennen unter dem Namen „Goldenes Rad“ aus. Bis 1952 war es ein Rennen für Berufsfahrer.
Meistens wurden mehrere Vorläufe über 30 bis 50 Kilometer und ein Endlauf über 100 Kilometer oder häufiger über eine Stunde gefahren. Das Kleine Goldene Rad ging in der Regel über 50 Kilometer. Die Rennen während des Zweiten Weltkriegs in der Deutschlandhalle wurden über kürzere Distanzen ausgetragen.
Um die Jahrhundertwende erhielt der Sieger des Goldenen Rades 2.000 Mark und eine goldene Medaille. Anfang der 1920er Jahre betrug das Preisgeld für den Sieger 2.500 Mark.
Nach dem Zweiten Weltkrieg fand das Rennen in West-Berlin in unregelmäßigen Abständen auf der Neuköllner Bahn statt.
Der Radsport-Verband der DDR nahm die Tradition des Rennens 1956 kurzzeitig wieder auf und veranstaltete das Goldene Rad für Amateure auf der Bahn in Weißensee. Nach dem faktischen Verbot des Berufsradsports in der DDR wollte man die Popularität des Rennens und des Stehersports allgemein für die Entwicklung der Amateurrennen nutzen. So starteten auch ehemalige, beim Publikum beliebte Profis wie Rudi Keil 1956 auf der ausverkauften Radrennbahn. Diese Tradition endete nach 1957, da durch starke Förderung des Stehersports der Amateure die historische Verbindung mit dem Berufsradsport abgebrochen werden sollte. DDR-Steher wie Lothar Meister I und Georg Stoltze wurden wenige Jahre später Weltmeister der Amateure. 1910 gab es unter diesem Namen ein Sprinterturnier, das Walter Rütt gewann.

## Radrennbahnen
Austragungsstätten waren unter Berücksichtigung mehrfacher Austragungen in einigen Jahren:
| Bahn                                              | Jahre bis 1909 | Jahre bis 1919       | Jahre bis 1929             | Jahre bis 1939  | Jahre bis 1945 | Jahre 1950er |
| ------------------------------------------------- | -------------- | -------------------- | -------------------------- | --------------- | -------------- | ------------ |
| Radrennbahn Friedenau                             | 1898–1904      |                      |                            |                 |                |              |
| Radrennbahn Zehlendorf                            | 1905–1906      | 1911                 |                            |                 |                |              |
| Radrennbahn Steglitz                              | 1909           | 1913–1914, 1916–1919 | 1922–1923, 1926            |                 |                |              |
| Radrennbahn Treptow, auch bekannt als „Nudeltopp“ | 1909           | 1913–1914, 1916–1919 | 1922–1923, 1926            |                 |                |              |
| Olympiabahn Plötzensee                            |                | 1911–1914            | 1920–1922, 1924, 1926–1928 | 1930, 1937–1938 |                |              |
| Deutschlandhalle                                  |                |                      |                            |                 | 1941–1942      |              |
| Werner-Seelenbinder-Sportpark, Neukölln           |                |                      |                            |                 |                | 1950         |
| Radrennbahn Weißensee                             |                |                      |                            |                 |                | 1956         |

## Palmarès (Siegerliste)
- 1898  Émile Bouhours (1)
- 1899  Albert Edward Walters (1)[12]
- 1900  Edouard Taylor (1)
- 1901  Émile Bouhours (1)
- 1902  Thaddäus Robl (1)
- 1903  Thaddäus Robl (2)
- 1903  Henri Cornet (3)
- 1904  Thaddäus Robl (2)
- 1904  Bruno Demke (3)
- 1905  Louis Darragon (1)
- 1905  Thaddäus Robl (1)
- 1906  Thaddäus Robl (1)
- 1906  Louis Darragon (3)
- 1906  Piet Dickentman (2)
- 1907  Paul Guignard (2)
- 1907  Hermann Przyrembel (3)
- 1908  Paul Guignard(2)
- 1908  Fritz Theile (1)
- 1908  Fritz Theile (3)
- 1909  Paul Guignard (1)
- 1909  Hermann Przyrembel (1)
- 1911  Karel Verbist (1)
- 1911  Gustav Janke (1)
- 1911  Gustav Janke(2)
- 1912  Tommy Hall (3)
- 1912  Gustav Janke(2)
- 1913  Gustav Janke (1)
- 1913  Paul Guignard (1)
- 1914  Karl Saldow (2)
- 1914  Jules Miquel (1)
- 1914  Zimmermann (3)
- 1915 nicht ausgetragen
- 1916  Fritz Bauer (1)
- 1917  Fritz Bauer (1)
- 1918  Fritz Bauer (1)
- 1919  Fritz Bauer (1)
- 1919  Karl Saldow (1)
- 1920  Emil Lewanow (1)
- 1921  Walter Sawall (1)
- 1922  Jean Weiss (1)
- 1922  Jean Weiss (2)
- 1922  Hoffmann (3)
- 1923  Jean Weiss (2)
- 1924  Walter Sawall (1)
- 1925  Teun Vermeer (3)
- 1925  Jules Miquel (2)
- 1926  Walter Sawall (1)
- 1926  Walter Sawall(1)
- 1927  Victor Linart (1)
- 1927  Teun Vermeer (1)
- 1928  Walter Sawall (1)
- 1929  Walter Sawall (1)
- 1930  Paul Krewer (1)
- 1931  Paul Krewer (1)
- 1932  Erich Möller (1)
- 1933  Walter Sawall (1)
- 1933  Charles Lacquehay (1)
- 1934 nicht ausgetragen
- 1935  Charles Lacquehay (1)
- 1936  Henri Lemoine (1)
- 1937  Walter Lohmann (1)
- 1938  Walter Lohmann (1)
- 1938  Walter Lohmann (1)
- 1939  Erich Metze (1)
- 1940  Walter Lohmann (1)
- 1941  Walter Lohmann (2)
- 1941  Heinz Wengler (3)
- 1942  Walter Lohmann (3)
- 1942  Aad van Amsterdam (3)
- 1943–1947 nicht ausgetragen
- 1948  Emil Kirmse
- 1949  Emil Kirmse
- 1950  Erich Hoffman (1)
- 1951  Jean Schorn (1)
- 1951  Werner Hanusch (3)
- 1952  Walter Lohmann (1)
- 1953–1955 nicht ausgetragen
- 1956  Bruno Zieger(1)
- 1957  Bruno Zieger(1)

Erläuterung: (1) Goldenes Rad, (2) Großes Goldenes Rad, (3) Kleines Goldenes Rad
Der Sieger von 1908 Paul Guignard wurde nach dem Rennen wegen Behinderung anderer Fahrer disqualifiziert.

## Sonstiges
Unter der gleichen Bezeichnung (Goldenes Rad) gibt es auch einen Steherwettbewerb in Chemnitz und in Erfurt.